# Medical Emergency Relief International
Medical Emergency Relief International (Merlin) — международная неправительственная некоммерческая организация, основанная в Британии в 1993 году, занимающаяся благотворительностью и особенно — вопросами здравоохранения, и отправляющая медицинских экспертов для помощи при глобальных чрезвычайных ситуациях. В июле 2013 года Merlin объединилась с организацией Save the Children.

## История
Merlin был основан в 1993 году д-ром Кристофером Бессом (англ. Christopher Besse), Николасом Меллором (англ. Nicholas Mellor) и Марком Далтоном (англ. Mark Dalton) отправить британские благотворительные медицинские бригады в зоны бедствия, а затем, чтобы предотвратить болезни и помочь работе местных служб здравоохранения. Первая миссия — отправка в Боснию основных продуктов питания и медикаментов на сумму 1 миллион фунтов стерлингов. С тех пор организация специализируется на благотворительности, направленной на реагирование на стихийные бедствия и чрезвычайные гуманитарные ситуации. На 2013 год Merlin работала в более чем 40 странах и ответила на некоторые из самых серьёзных гуманитарных чрезвычайных ситуаций последнего времени: цунами в Азии, циклон в Бирме, землетрясение 2010 года в Гаити и наводнение в Пакистане.
В июле 2013 года Merlin объединилась с Save the Children.